# Joe Fry
 Joe Fry  va ser un pilot de curses automobilístiques anglès que va arribar a disputar curses de Fórmula 1.
Va néixer el 26 d'octubre del 1915 a Chipping Sodbury. Va morir el 29 de juliol del 1950 a Blandford Camp.

## A la F1
Va participar el 13 de maig del 1950 a la primera cursa de la història de la Fórmula 1, el GP de la Gran Bretanya pertanyent a la temporada 1950 del campionat del món de F1.
Joe Fry no va participar en cap més cursa puntuable pel campionat de la F1, ja que va morir poc després del seu debut.

## Resultats a la F1
| Any  | Equip    | Xassís   | Motor    | 1       | 2   | 3   | 4   | 5   | 6   | 7   | Posició | Punts |
| ---- | -------- | -------- | -------- | ------- | --- | --- | --- | --- | --- | --- | ------- | ----- |
| 1950 | Maserati | Maserati | Maserati | GBR Ret | MON | 500 | SUI | FRA | BEL | ITA |         | 0     |

### Resum
| Curses: | Victòries: | Pòdiums: | Poles: | Voltes ràpides: | Punts: |
| ------- | ---------- | -------- | ------ | --------------- | ------ |
| 1       | 0          | 0        | 0      | 0               | 0      |